# Juan de Zumárraga
Juan de Zumárraga O.F.M. (Durango, Biscaia, 1468 – Cidade do México, 3 de junho de 1548) foi um franciscano espanhol e primeiro bispo do México.

## Biografia
Zumárraga nasceu em Durango, na província de Biscaia, Espanha. Entrou na Ordem Franciscana e em 1527 era zelador do convento de Abrojo, onde recebeu Carlos V. Pouco depois foi nomeado um dos juízes do tribunal para o exame de bruxas na província basca. Seus escritos mostram que ele via as bruxas apenas como mulheres tomadas por alucinações. Na época relatos mais detalhados sobre a importância da conquista de Hernán Cortés começaram a ser recebidos, e em 20 de dezembro de 1527, Zumárraga foi indicado por Carlos V para o posto de primeiro bispo do México. Sem ter sido consagrado e com apenas o título de bispo eleito e protetor dos índios, ele, acompanhado por Andrés de Olmos, deixou a Espanha com os primeiros funcionários civis, auditores (oidores), no final de agosto de 1528, e chegou  ao México em 6 de dezembro daquele ano. Treze dias depois, dois auditores, Alonso de Parada e Diego Maldonado, pessoas de idade e experiência, morreram. Seus companheiros, Juan Ortiz de Matienzo e Diego Delgadillo, assumiram a sua jurisdição, que foi também partilhada por Nuño de Guzmán, que tinha vindo de seus territórios no Vale Pánuco. A administração deles foi um dos períodos mais desastrosos da Nova Espanha e de grande dificuldade para Zumárraga.

## Protetor dos índios

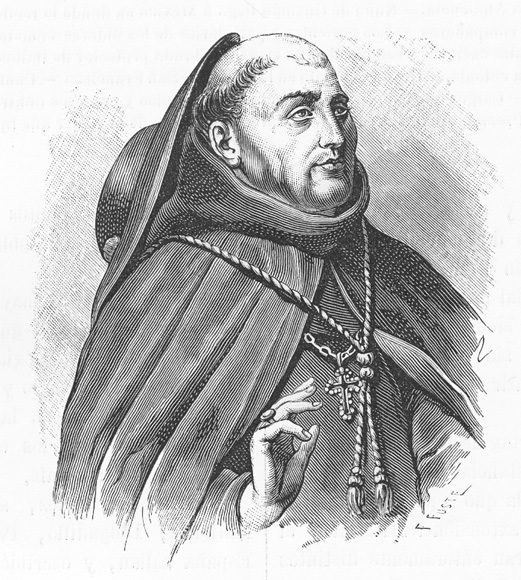
Juan de Zumárraga, o primeiro arcebispo da Cidade do México

Bispo Zumárraga, como protetor dos índios, esforçou-se em vão para defendê-los. Sua postura foi crítica; a Monarquia Espanhola não tinha definido nem a extensão de sua jurisdição nem os seus deveres como protetor dos índios. Além disso, ele não tinha recebido a consagração oficial como bispo, e foi assim, em desvantagem, que ele tentou exercer a sua autoridade. Os índios recorreram a ele como protetor com todos os tipos de reclamações, eles eram torturados, estuprados, tiveram os membros cortados, milhões morreram. Seus próprios franciscanos, que há muito tempo trabalharam para o bem-estar dos índios, o pressionaram para pôr fim aos excessos dos auditores. Bispo Zumárraga tentou notificar o tribunal espanhol do curso dos eventos, mas os astutos auditores tinham estabelecido uma censura bem-sucedida de todas as cartas e comunicações da Nova Espanha. Finalmente, um marinheiro de Biscaia escondeu uma carta em um bolo de cera que ele mergulhou em um barril de petróleo.
Enquanto isso, chegou ao México a notícia que Cortés tinha sido bem recebido na corte espanhola e estava prestes a voltar para a Nova Espanha. Temeroso das consequências, Nuno de Guzmán deixou a Cidade do México em 22 de dezembro de 1529, e começou sua famosa expedição a Michoacán, Jalisco e Sinaloa. Os auditores restantes mantiveram o poder e continuaram seus ultrajes. No início de 1530, eles arrastaram um padre e um ex-funcionário de Cortés de uma igreja, esquartejaram o padre e torturaram seu servo. Bispo Zumárraga colocou a cidade sob interdito e os franciscanos se retiraram para Texcoco. Durante a Páscoa, o interdito foi suspenso, mas os auditores foram excomungados por um ano. Em 15 de julho de 1530, Cortés, agora intitulado Capitão-general da Nova Espanha, chegou a Veracruz. A Coroa nomeou novos auditores, entre eles Sebastián Ramírez de Fuenleal, Bispo de Santo Domingo, e o advogado Vasco de Quiroga, que mais tarde tornou-se o primeiro bispo de Michoacán.
Em dezembro do mesmo ano, a Real Audiência chegou ao México e trouxe uma era de paz para ambos, Zumárraga e os índios. Matienzo e Delgadillo foram enviados para a Espanha como prisioneiros, mas Nuño de Guzmán escapou, estando então ausente em Sinaloa.
Enquanto isso as calúnias espalhadas pelos inimigos de Zumárraga e os partidários do primeiro auditor tinham abalado a confiança da Corte espanhola, e ele partiu em maio de 1532 sob as ordens de voltar para a Espanha. Em sua chegada, ele conheceu seu inimigo implacável, Delgadillo, que, apesar de ainda estar sob acusação, continuou suas calúnias. Como resultado das acusações de Delgadillo, Carlos V conteve a Bula de Clemente VII, originalmente datada de 2 de setembro de 1530, que teria nomeado Zumárraga bispo. Zumárraga, porém, teve pouca dificuldade justificando o seu sobrenome, e foi consagrado bispo em Valladolid em 27 de abril de 1533. Depois de mais um ano na Espanha a trabalhar para concessões favoráveis para os índios, Zumárraga chegou ao México em outubro de 1534, acompanhado por alguns operários e seis professoras para as meninas indias. Ele já não detinha o título de protetor dos índios, pois pensava-se que os novos auditores iriam abster-se dos abusos dos regimes anteriores. Em 14 de novembro de 1535, com a chegada do primeiro vice-rei, Antonio de Mendoza, a autoridade dos novos auditores terminou.

## Esforços de evangelização
De acordo com Frei Toribio de Benavente Motolinia, o número de índios batizados no México em 1536 era de cinco milhões. A multidão de índios que pediu para ser batizada, diz-se que aumentou muito depois da aparição de Nossa Senhora de Guadalupe, em 1531, forçou os missionários a adotarem uma forma especial para a administração deste sacramento. Os catecúmenos eram organizados em ordem, com as crianças na frente. Preces eram recitadas em comum por todos, sal, saliva, etc, eram aplicados em alguns e em seguida era vertida água na cabeça de cada um, sem usar os habituais óleos bentos ou Crisma. A prática não enfrentou oposição enquanto os franciscanos estavam no comando das missões, mas logo que membros de outras ordens religiosas e alguns eclesiásticos seculares chegaram, a dúvida começou a ser lançada sobre a validade destes batismos. Para pôr fim a disputa, Bispo Zumárraga apresentou o caso a Santa Sé, e em 1 de junho de 1537, o Papa Paulo III emitiu a bula Altitudo divini consilii, que declarava que os frades não pecavam na administração do batismo daquela forma, mas decretou que no futuro, não deveria ser administrado assim, exceto em casos de necessidade urgente.
Outra dificuldade surgiu a respeito do casamento. As religiões pré-colombianas haviam permitido a poligamia e a tomada de concubinas, e quando nativos eram convertidos surgia a questão de quem eram as esposas legítimas e quais eram as concubinas, e se qualquer um dos casamentos tinha sido válido realmente. Os franciscanos sabiam que certos ritos eram observados por alguns orgãos, e que em alguns casos em que a separação ou o divórcio era desejada, era necessário obter o consentimento das autoridades, enquanto em outros casos, o consentimento das partes interessadas era suficiente. Tais costumes, eles argumentavam, significava que havia casamentos válidos entre os índios. Outros negavam que esse era o caso. Bispo Zumárraga participou de todas essas discussões até que o caso foi submetido à Santa Sé. O Papa Paulo III decretou em seu Altitudo que os índios convertidos deveriam manter a primeira mulher casada como sua esposa.
Uma terceira dificuldade considerável diz respeito à posição do Clero regular e seus privilégios. Papa Adriano VI, em 9 de maio de 1522, emitiu a bula Exponi nobis fecisti a Carlos V, na qual ele transferiu sua autoridade apostólica em todos os assuntos para os franciscanos e outras ordens mendicantes quando julgarem necessário para a conversão dos índios, exceto para atos que exigirem a consagração episcopal. Essa provisão afetou regiões onde não haviam nenhum bispo, ou onde era necessário dois ou mais dias de viagem para chegar um. O Papa Paulo III confirmou a bula em 15 de janeiro de 1535. Os bispos encontraram sua autoridade muito limitada, e uma série de assembléias foi realizada em que Zumárraga, com sua prudência habitual, tentou chegar a um entendimento com os membros do clero sem entrar abertamente em choque com eles. Várias modificações foram adotadas com o consentimento dos membros do clero regular, desde que estas "não comprometessem os privilégios dos membros". A questão, portanto, permaneceu aberta. Em 1535, o bispo Zumárraga recebeu o título e os poderes de Inquisidor apostólico da Diocese do México do Inquisidor Geral, Álvaro Manrique, arcebispo de Sevilha, incluindo o de entregar os criminosos aos tribunais seculares. Zumárraga nunca se valeu do título e não estabeleceu o tribunal, contudo, ele indiciou e entregou um residente de Texcoco acusado de ser idólatra e de oferecer sacrifícios humanos aos tribunais seculares.
Enquanto isso, Las Casas tinha ido para a Espanha e obteve da Junta de Valladolid (1541-1542) a aprovação da célebre Nuevas Leyes. Essas leis conclusiva e decisivamente proibiam a escravização dos índios, retirava todos os subsídios de todas as corporações, eclesiásticas e seculares, e de quem eram ou tinham sido vice-reis, governadores ou funcionários de qualquer espécie; subsídios anteriores foram reduzidos; índios foram retirados de proprietários que os submeteram a maus tratos, todos os governadores foram privados da faculdade de encomendar (um sistema de patentes que equivalia a uma escravidão virtual dos índios); proprietários foram obrigados a viver em suas próprias propriedades; e em todo o território recentemente descoberto não poderia ser feito concessões. Francisco Tello de Sandoval, encarregado de implementar as novas leis, chegou ao México em 8 de março 1544.
Sandoval enfrentou graves dificuldades. Aqueles afetados pelas novas leis eram quase todos os espanhóis da colônia, muitos deles, em idade muito avançada, passaram pelo difícil período da conquista, e quem as novas leis deixaria na miséria. Estes recorreram ao bispo Zumárraga para intervir com Tello de Sandoval para obter uma suspensão da ordem até que pudessem ser ouvidos no Tribunal espanhol. Os representantes dos colonos encontraram o imperador Carlos V, em Mechelen, em 20 de outubro de 1545. Em virtude da situação, como explicado a ele, modificou o teor geral das leis de modo que, embora ainda corrigindo os abusos principais, eles não suportariam muito fortemente os espanhóis da colônia. Através da intervenção prudente do Bispo Zumárraga e do cumprimento de Tello, o México foi salvo de uma sangrenta guerra civil, tal como Peru se envolveu por causa da aplicação dessas mesmas leis e da quais os índios ficaram piores do que estavam antes.

## Últimos anos
Os últimos anos da vida do bispo Zumárraga foram dedicados a realização das inúmeras obras que tinha empreendido para o bem-estar de sua diocese. Entre as principais estão: a escola para meninas índias, o famoso Colegio de Santa Cruz, em Tlatelolco, a introdução da imprensa pela primeira vez no Novo Mundo, a fundação de vários hospitais, especialmente no México e em Vera Cruz, o impulso que ele deu para as indústrias, a agricultura, fábricas, para as quais ele trouxe mecânicos treinados e trabalhadores da Espanha; e a impressão de muitos livros.
A exemplo do imperador, o Papa Paulo III separou, em 11 de fevereiro de 1546, a Diocese do México da metropolita de Sevilha, e estabeleceu a Arquidiocese do México, nomeando o bispo Zumárraga primeiro arcebispo e designando as dioceses de Oaxaca, Michoacán, Tlaxcala , Guatemala e Ciudad Real de Chiapas, como sufragâneas. A Bula de nomeação foi enviada em 8 de julho de 1548, mas o Bispo Zumárraga morrera um mês antes.
Seus restos mortais são mantidos na cripta da Catedral Metropolitana da Cidade do México.